# Терновое (Бильмакский район)
Терновое (укр. Тернове) — село,
Шевченковский сельский совет,
Бильмакский район,
Запорожская область,
Украина.
Код КОАТУУ — 2322788003. Население по переписи 2001 года составляло 118 человек.

## Географическое положение
Село Терновое находится у истоков реки Грузенька,
на расстоянии в 2 км от села Руденка.
Рядом проходит железная дорога, станция Платформа 347 км в 1-м км.